# George Gillett (homme politique)
Pour les articles homonymes, voir George Gillett.
George Masterman Gillett (1870 - 10 août 1939) est un banquier et homme politique britannique,.

## Biographie
Né à Islington, il est le fils de George Gillett, banquier et membre d'une famille Quaker bien connue. Il fait ses études dans un pensionnat de la Society of Friends à Scarborough, dans le Yorkshire et à Paris. En 1894, il devient associé de l'entreprise familiale de Gillett Brothers, banquiers à escompte de Lombard Street dans la ville de Londres.
Gillett est très actif dans le travail caritatif et social à Londres, et en 1898 fonde le Peel Institute, pour "faire progresser l'éducation mentale, physique, religieuse, morale et sociale des personnes et la promotion d'installations pour les loisirs ou d'autres activités de loisirs de ceux qui, en raison de leur âge, de leur jeunesse, de leur infirmité, de leur incapacité, de leur pauvreté ou de leur situation sociale et économique, ont besoin de telles installations, dans le but d'améliorer leurs conditions de vie ".
Lorsque l'arrondissement métropolitain de Finsbury est créé en 1900, Gillett est élu au premier conseil d'arrondissement, siégeant pendant six ans. Il est ensuite élu au London County Council en 1910, représentant East Finsbury comme membre du Parti progressiste majoritaire jusqu'en 1922 et en tant qu'échevin de 1922 à 1925,.
Aux élections générales de 1922, Gillett est candidat du Parti travailliste pour la circonscription de Finsbury. Il est battu, mais à une autre élection générale l'année suivante, il devient député de Finsbury,. Il remporte le siège aux Élections générales britanniques de 1924 et 1929. Avec la formation du deuxième gouvernement travailliste en 1929, il reçoit le poste de secrétaire au commerce extérieur au Board of Trade.
Lorsqu'un gouvernement national est formé en 1931, Gillett est l'un des membres de la minorité de députés travaillistes qui continuent à soutenir le premier ministre Ramsay MacDonald, formant ce qui est devenu l'Organisation travailliste nationale. Il est élu pour le gouvernement national lors de l'élection de 1931 et est nommé secrétaire parlementaire du ministère des Transports. Dans les honneurs de dissolution de 1931, il est fait chevalier. Il est battu par son adversaire du Parti travailliste, le révérend George Saville Woods aux élections générales de 1935 .
En 1936, il est nommé commissaire pour les zones spéciales en Angleterre et au Pays de Galles. Les «zones spéciales» sont des localités où le chômage est très élevé et les commissaires sont habilités à accorder des subventions aux autorités locales pour des travaux tels que l'approvisionnement en eau et les égouts, les hôpitaux et les équipements sociaux. Gillett quitte le poste en mai 1939 en raison de problèmes de santé. Il est décédé en août de la même année à son domicile de Letchworth, Hertfordshire.